# Marko Končar
Marko Končar - Bura (Kusonje, kraj Pakraca, 3. ožujka 1919. — blizina Pakraca, 23. ožujka 1942.) bio je sudionik Narodnooslobodilačke borbe i narodni heroj Jugoslavije.

## Životopis
Rođen je 1919. godine u selu Kusonjama, kraj Pakraca. Njegova se obitelj iz Like doselila u Slavoniju. Sin je Dmitra, željezničarskog radnika, koji je imao šestero djece. Nakon osnovne škole, krenuo je na izučavanje obučarskog zanata u Pakracu. Poslije završenog zanata, kao obućarski pomoćnik, učlanio se u sindikat.
Bio je uhićen, pa je ostao bez posla. Zbog toga je otišao u Bosansku Dubicu gdje se zaposlio u radionici u kojoj je radilo dvadesetak radnika. Poslije nekoliko mjeseci, u Bosanskoj Dubici je bila osnovana organizacija URSSJ-a. Marko je na osnivačkoj skupštini bio izabran za tajnika Podružnice kožara. Ubrzo poslije osnivanja sindikalne organizacije u Dubici, bio je pokrenut štrajk kojim je rukovodio Marko Končar. Pregovori s poslodavcima nisu uspjeli, pa je žandarmerija slomila otpor i rastjerala štrajkaše. Marko je bio uhićen i protjeran iz Dubice.
Godine 1939., otišao je na odsluženje vojnog roka u Banju Luku. Tamo mu je dodijeljen konj od čijeg je udarca odležao nekoliko mjeseci u Vojnoj bolnici u Zagrebu. Nakon toga je otpušten kao privremeno nesposoban. U Pakrac se vratio 1940.
U ožujku 1942. godine, Marko Končar je, na prijedlog političkog komesara bataljuna Mirka Kljajića, primljen u članstvo Komunističke partije Jugoslavije. Tada je dobio nadimak Bura. Istog mjeseca, ustaške jedinice su se spremale na pohod protiv psunjskih partizana. Kolona od oko 800 ustaša krenula je prema Begovači, 23. ožujka, a po njoj je već tuklo topništvo iz Lipika i Pakraca. Na Begovači je bilo oko četrdeset partizana. Otpočela je borba, a poslije nekoliko sati, zapovjednik Vicko Antić izdao je naređenje za povlačenje iz obruča. Glavnina se već povukla, a kada se spremala za povlačenje i zaštitnica, u kojoj se nalazio i Marko Končar, neprijateljski rafal ga je ubio.
Ukazom Prezidija Narodne skupštine Federativne Narodne Republike Jugoslavije, 23. srpnja 1952. godine, proglašen je za narodnog heroja.